# 小笠原修二
小笠原 修二（おがさわら　しゅうじ、1973年8月5日 - ）は、日本の元オートレース選手。福岡県出身。24期。飯塚オートレース場所属。呼名は「マーベル/マーベル2」等。

## 選手データ
- プロフィール
  - 1995年6月30日選手登録　
  - 趣味 ゴルフ

- 戦歴
  - 通算優勝:8回
  - 通算勝利数:313勝
  - 2着 250回

3着 213回

- 受賞歴
  - 優秀新人選手賞:2回（1995年、1996年）

## 不祥事・引退
- 2011年8月10日、出資法違反などの疑いで逮捕[1]。
- 2011年12月26日付で本人の申し出により引退[2]。